# Samsung Galaxy A
Samsung Galaxy A – seria produktów koreańskiej firmy Samsung, obejmująca smartfony. Pierwszym telefonem tej serii jest Samsung Galaxy Alpha. Premiera pierwszego smartfona tej serii odbyła się 31 października 2014 roku.